# Stadion Kadriorg
Stadion Kadrioru (est. Kadrioru staadion) je višenamjenski stadion u Tallinnu, Estonija. On se trenutačno koristi uglavnom za nogometne utakmice i dom je nogometnog kluba FCI Levadia Tallinn. Stadion ima kapacitet od 5.000 mjesta, a sagrađen je 1926. godine. Stadion se nalazi oko 2 km istočno od centra grada u blizini palače Kadriorg. Prije izgradnje stadiona A. Le Coq Arena Kadrioru je bio domaći teren estonske reprezentacije.
Adresa stadiona je Roheline AAS 24, 10150 Tallinn.

## Vanjske poveznice
|  | Zajednički poslužitelj ima još gradiva o temi Stadion Kadrioru |

- Službene stranice stadiona